# 罗克福尔 (洛特-加龙省)
罗克福尔（法語：Roquefort，法語發音：[ʁɔkfɔʁ] ⓘ）是法国洛特-加龙省的一个市镇，位于该省东南部，省会阿让市区以西约8公里，属于阿让区和阿让城市圈公共社区。瓦利比（Walibi）游乐场位于罗克福尔境内。

## 地理
罗克福尔（44°10'27"N, 0°33'35"E）面积7.53 平方千米，位于法国新阿基坦大区洛特-加龍省，该省份为法国西南部内陆省份，北起多爾多涅省，西接吉倫特省和朗德省，南至热尔省，东临塔恩-加龙省和洛特省。
与罗克福尔接壤的市镇（或旧市镇、城区）包括：布拉克斯、欧比亚克、埃斯蒂亚克、拉普吕姆、勒帕萨日、布吕伊约伊地区圣科隆布。
罗克福尔的时区为UTC+01:00、UTC+02:00（夏令时）。

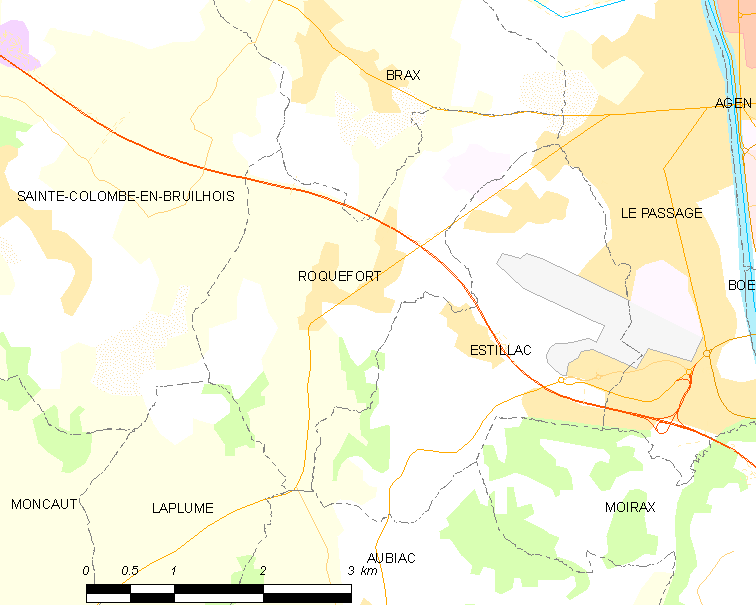
罗克福尔的OSM定位图

## 行政
罗克福尔的邮政编码为47310，INSEE市镇编码为47225。

## 政治
罗克福尔所属的省级选区为阿让西部县。

## 交通
洛特-加龙省省道D656线经过罗克福尔镇中心，可前往内拉克。

## 人口

1962-2008年间罗克福尔人口变化图示

罗克福尔于2022年1月1日时的人口数量为2091人。